# Magos Ernő
Magos Ernő (született: Grosz Ernő, ? – Josefstadt, Csehország, 1855. december 9.) ügyvéd, költő, író, lapszerkesztő.

## Élete
Pozsonyi származású, ahol apja evangélikus líceumi tanár volt; az 1840-es évek elején nyert ügyvédi oklevelet, és Grosz családi nevét 1845-ben változtatta Magosra. Mint a Makk-, Török-, Horváth- és Gálfi-féle erdélyi összeesküvésben részvevőt fogták el 1852 januárjában Budapesten. Várfogságra ítélték, és Josefstadban fogságban halt meg. Nevét Magasnak is írták.
Költeményeket írt a Pesti Divatlapba (1848), az Életképekbe (1848. II. Mutatványok A franczia forradalom c. néphőskölteményből.)

## Munkái
- Róma Augusztus korában. Utilevelekben. Pest, 1847. I. kötet.
- Költeményei egy elevennek. Ajánlattal a halotthoz. Szabadon Herwegh György után. Uo. 1848. I. kötet.
- Ansichten eines Gefangenen über Pressfreiheit. Von Michael Táncsics. Aus dem Ungarischen. Uo. 1848.
- Három beszéd Robespierretől. A háborúról, A forradalmi kormány elveiről, A belkormányzás elveiről. Uo. 1848.
- Riadal. Uo. 1848. (Harczra buzdító dal, 16 ezer példányban nyomatott és ára két váltó garas volt; a tiszta jövedelem közhasznú czélra fordíttatott.)

Szerkesztette a Forradalom c. hirlapot Hatvani Imrével, melyből csak a mutatványszám jelent meg 1848. december 29-én Pesten.